# Daniel Meyer (Fußballtrainer)
Daniel Meyer (* 10. September 1979 in Halle/Saale, DDR) ist ein deutscher Fußballtrainer.

## Trainerkarriere
Meyer ist Sohn eines Rechtsanwalts und hat das 1. und im Jahr 2010 das 2. Staatsexamen der Rechtswissenschaft erfolgreich abgelegt. Er begann seine Trainerlaufbahn im Jahr 2002 beim unterklassig spielenden FC Strausberg in Brandenburg, bei dem er seitdem Mitglied ist.
Nach Abschluss seines Studiums war er zwischen 2011 und 2015 für Energie Cottbus als Jugendtrainer und Berater tätig. In der Folge erwarb er erst die A-Trainer- und schließlich 2015 die Fußballlehrer-Lizenz an der Hennes-Weisweiler-Akademie in Hennef (Sieg).
Nach kurzen Einsätzen als Jugendtrainer beim 1. FC Köln unterschrieb Meyer zur Saison 2018/19 einen bis 2020 gültigen Vertrag als Cheftrainer beim Zweitligisten FC Erzgebirge Aue als Nachfolger von Hannes Drews. Die Saison schloss er mit der Mannschaft auf dem 14. Platz ab. Am 2. Spieltag der Saison 2019/20 wurde Meyer aufgrund eines Todesfalls in der Familie von seinem Bruder und Co-Trainer André vertreten. Nachdem Meyer am 3. Spieltag wieder auf die Bank zurückgekehrt war, wurden er und sein Bruder am 19. August 2019 „vorerst“ beurlaubt. Zu diesem Zeitpunkt hatte die Mannschaft 6 Punkte geholt und war in der 1. Hauptrunde des DFB-Pokals siegreich gewesen. Über die Gründe machte der Verein keine Angaben. Am 26. August wurde Dirk Schuster als neuer Cheftrainer verpflichtet.
Zur Saison 2020/21 wurde Meyer neuer Trainer des Zweitligisten Eintracht Braunschweig. Dort beerbte er Marco Antwerpen, dessen Vertrag trotz des Aufstiegs in die 2. Liga nicht verlängert wurde. Er stieg mit der Mannschaft auf dem 17. Platz in die 3. Liga ab, woraufhin sich der Verein von ihm trennte.
Zur Saison 2021/22 übernahm Meyer die A-Junioren (U19) von RB Leipzig in der A-Junioren-Bundesliga.

## Funktionärskarriere
Zeitweilig fungierte Meyer auch als Scout für Energie Cottbus sowie zwei Jahre als Leiter des Kölner Nachwuchsleistungszentrums.
Seit Mai 2024 ist er Sportdirektor beim Halleschen FC und verantwortet den Neuaufbau des Teams nach dem Abstieg aus der 3. Liga. Sein Vertrag ist bis August 2024 befristet.